# Premios Carlos Gardel
Pour les articles homonymes, voir Gardel.
Les Premios Gardel a la Música (initialement appelés Premios Carlos Gardel) ou simplement Premios Gardel (français : prix Gardel), sont les plus importants prix musicaux décernés en Argentine. Ils sont organisés et décernés par la Cámara Argentina de Productores de Fonogramas y Videogramas (CAPIF). Ils distinguent la musique nationale la plus remarquable, récompensant le talent des artistes argentins dans différents genres et catégories. Ils sont décernés chaque année et, dans la série annuelle, le prix le plus important est le Gardel de Oro (Gardel d'or). Le premier prix est décerné en 1999 pour la musique sortie entre le 1er juin 1997 et le 30 novembre 1998.
Il récompense l'activité artistique réalisée au cours de l'année précédente. Depuis 2003, le règlement des distinctions accordées par l'industrie du disque aux productions musicales établit que le Gardel de Oro est décerné au gagnant de la catégorie « meilleur album de l'année ». Jusqu'alors, il récompensait l'excellence musicale de l'artiste. Billboard le décrit comme « le prix le plus important de l'industrie musicale du pays ».

## Histoire
Après que les prix ACE (1992-1997) n'aient pas réussi à devenir les prix musicaux de référence en Argentine en raison d'un manque de soutien de la part de l'industrie, les prix Carlos Gardel semblent avoir pris cette place. Ils portent le nom de Carlos Gardel, l'un des artistes de musique populaire les plus anciens et les plus connus d'Argentine. Le jury des premiers prix était composé de 500 membres.
En 2003, le comité de vote devient « véritablement indépendant des maisons de disques dont le personnel ne peut plus voter », selon Gabriel Salcedo, directeur exécutif de la CAPIF à l'époque. Le jury passe à 1 500 membres, dont des artistes, des producteurs et des journalistes de « tous les genres musicaux ». Auparavant, ces prix étaient considérés comme une « tape dans le dos » de l'industrie pour ses artistes préférés et les plus vendus, mais la refonte du vote est considérée comme apportant de la transparence au processus de sélection et une nouvelle crédibilité aux prix eux-mêmes.

## Cérémonies
| Édition | Année | Date         | Gardel de Oro         | Présentateur(s)                               | Lieu                                                 | Transmission             | Réf.   |
| ------- | ----- | ------------ | --------------------- | --------------------------------------------- | ---------------------------------------------------- | ------------------------ | ------ |
| 1       | 1999  | 14 avril     | Sandro                | Jorge Guinzburg                               | Teatro Coliseo, Buenos Aires                         | El trece                 | [ 7 ]  |
| 2       | 2000  | 24 avril     | Mercedes Sosa         | Dady Brieva                                   | Teatro Gran Rex, Buenos Aires                        | El trece                 | [ 8 ]  |
| 3       | 2001  | 31 mars      | León Gieco            | Marcos Mundstock                              | Estadio Luna Park, Buenos Aires                      | El trece                 | [ 9 ]  |
| 4       | 2002  | 16 avril     | Charly García         | Roberto Pettinato (es)                        | Teatro Ópera, Buenos Aires                           | El trece                 | [ 10 ] |
| 5       | 2003  | 17 mars      | Charly García         | Roberto Pettinato (es)                        | Estadio Luna Park, Buenos Aires                      | El trece                 | [ 11 ] |
| 6       | 2004  | 31 mars      | Babasónicos           | Roberto Pettinato (es)                        | Teatro Gran Rex, Buenos Aires                        | El trece                 | [ 12 ] |
| 7       | 2005  | 13 avril     | Bersuit Vergarabat    | Roberto Pettinato (es)                        | Teatro Gran Rex, Buenos Aires                        | Telefe                   | [ 13 ] |
| 8       | 2006  | 5 avril      | Andrés Calamaro       | Manuel Wirzt (es) et Hilda Lizarazu (es)      | Teatro Gran Rex, Buenos Aires                        | Telefe                   | [ 14 ] |
| 9       | 2007  | 17 avril     | Gustavo Cerati        | Roberto Pettinato                             | Estadio Luna Park, Buenos Aires                      | El Trece                 | [ 15 ] |
| 10      | 2008  | 26 mars      | Andrés Calamaro       | Bebe Contemponi                               | Teatro Gran Rex, Buenos Aires                        | El Trece                 | [ 16 ] |
| 11      | 2009  | 22 juillet   | Luis Alberto Spinetta | Événement annulé                              | Événement annulé                                     | Événement annulé         | [ 17 ] |
| 12      | 2010  | 4 novembre   | Gustavo Cerati        | Aucun événement                               | Aucun événement                                      | Aucun événement          | [ 18 ] |
| 13      | 2011  | 30 novembre  | Divididos             | Aucun événement                               | Aucun événement                                      | Aucun événement          | [ 19 ] |
| 14      | 2012  | 8 novembre   | Escalandrum           | Soledad et Bahiano (es)                       | Usina del Arte, Buenos Aires                         | CM                       | [ 20 ] |
| 15      | 2013  | 21 août      | Abel Pintos           | Deborah de Corral (es) et Mex Urtizberea (es) | Teatro Ópera, Buenos Aires                           | C5N                      | [ 21 ] |
| 16      | 2014  | 4 septembre  | Abel Pintos           | Roberto Pettinato et Sandra Mihanovich (es)   | Teatro Gran Rex, Buenos Aires                        | C5N                      | [ 22 ] |
| 17      | 2015  | 2 juillet    | Axel                  | Roberto Pettinato et Catarina Spinetta        | Teatro Gran Rex, Buenos Aires                        | Todo Noticias (TN)       | [ 23 ] |
| 18      | 2016  | 7 juin       | Luis Alberto Spinetta | Lalo Mir (es)                                 | Teatro Gran Rex, Buenos Aires                        | Todo Noticias (TN)       | [ 24 ] |
| 19      | 2017  | 6 juin       | Abel Pintos           | Lalo Mir et Maju Lozano (es)                  | Teatro Gran Rex, Buenos Aires                        | Todo Noticias (TN)       | [ 25 ] |
| 20      | 2018  | 29 mai       | Charly García         | Germán Paoloski (es)                          | Centro Cultural Kirchner, Buenos Aires               | Televisión Pública (TVP) | [ 26 ] |
| 21      | 2019  | 14 mai       | Marilina Bertoldi     | Iván de Pineda (es)                           | Auditorio Ángel Bustelo, Mendoza                     | TNT                      | [ 27 ] |
| 22      | 2020  | 18 septembre | David Lebón           | Ale Sergi (es) et Natalie Pérez               | Événement virtuel pour cause de pandémie de Covid-19 | TNT                      | [ 28 ] |
| 23      | 2021  | 23 juillet   | Fito Páez             | Jey Mammón (es) et Eleonora Pérez Caressi     | Événement virtuel pour cause de pandémie de Covid-19 | TNT                      | [ 29 ] |
| 24      | 2022  | 23 août      | Wos                   | Jey Mammón (es) et Eleonora Pérez Caressi     | Movistar Arena, Buenos Aires                         | Star+                    | [ 30 ] |
| 25      | 2023  | 16 mai       | Trueno                | Iván de Pineda (es)                           | Movistar Arena, Buenos Aires                         | Star+                    |        |
| 26      | 2024  | 28 mai       | Miranda!              | Iván de Pineda (es)                           | Movistar Arena, Buenos Aires                         | Star+                    |        |